# Ріл (футбольний клуб)
Ріл — валлійський футбольний клуб з однойменного міста. Заснований у 1898 році. Матчі проводить на стадіоні «Бель Вю», який вміщує 3800 глядачів. Головними досягненнями клубу є перемоги в чемпіонаті Уельсу в сезонах 2003—2004 і 2008—2009.

## Досягнення
- Чемпіон Уельсу (2): 2003—2004, 2008—2009.
- Володар кубка Уельсу (4): 1951—1952, 1952—1953, 2003—2004, 2005—2006.
- Володар  кубка валлійської ліги (2): 2002—2003, 2003—2004.